# Шапокляк (мультфильм)
«Шапокля́к» — советский кукольный мультипликационный фильм, поставленный Романом Качановым и выпущенный киностудией «Союзмультфильм» 18 июля 1974 года. Продолжение фильма «Чебурашка» (1971).

## Сюжет
Крокодил Гена и Чебурашка отправляются на морской отдых на поезде № 8 «Москва — Ялта», но Шапокляк крадёт их билеты и бумажник. Поэтому друзей высаживают на первой же станции в 200 км от Москвы. Крокодил Гена и Чебурашка проходят лишь 1 км (до указателя «до Москвы 199 км»), попутно оставляя вещи, которые подбирает едущая на дрезине Шапокляк. Однако в дальнейшем ей приходится объединиться с друзьями для борьбы с туристами-браконьерами и местной фабрикой за чистоту лесов и рек Подмосковья. Одержав победу и восстановив справедливость, Гена, Чебурашка и Шапокляк возвращаются домой на крыше пассажирского вагона.

## Роли озвучивали
- Василий Ливанов — Крокодил Гена
- Ирина Мазинг — Шапокляк
- Клара Румянова — Чебурашка
- Владимир Ферапонтов — контролёр / туристы-браконьеры / директор фабрики / Крокодил Гена (вокал)

## Съёмочная группа
- авторы сценария — Эдуард Успенский, Роман Качанов
- режиссёр — Роман Качанов
- художник-постановщик — Леонид Шварцман
- операторы — Александр Жуковский, Теодор Бунимович
- композитор — Владимир Шаинский
- звукооператор — Георгий Мартынюк
- художники-мультипликаторы: Майя Бузинова, Наталья Дабижа, Юрий Норштейн, Павел Петров, Борис Савин
- монтажёр — Надежда Трещёва
- редактор — Наталья Абрамова
- куклы и декорации изготовили: Владимир Алисов, Лилианна Лютинская, Светлана Знаменская, Семён Этлис, Олег Масаинов, Александр Ширчков, Марина Чеснокова
- под руководством — Романа Гурова
- директор картины — Натан Битман

## Песни
В мультфильме звучат песни и музыка композитора Владимира Шаинского на стихи Эдуарда Успенского:
- «В Подмосковье водятся лещи»;
- «Голубой вагон».